# 德归镇
德归镇，是中华人民共和国河北省廊坊市文安县下辖的一个乡镇级行政单位。

## 行政区划
德归镇下辖以下地区：
西长田村、大长田村、小长田村、东李庄村、齐庄村、北德归村、西德归村、东德归村、西柴沟村、东柴沟村、北三岔口村、南三岔口村、翟村、陈黄甫村、徐黄甫村、蔡黄甫村、赵黄甫村、李黄甫村、何黄甫村、王黄甫村、康黄甫村、夸大口村、司吉城村、东叩岗村、西叩岗村和黄甫农场。